# Statuaria celtica

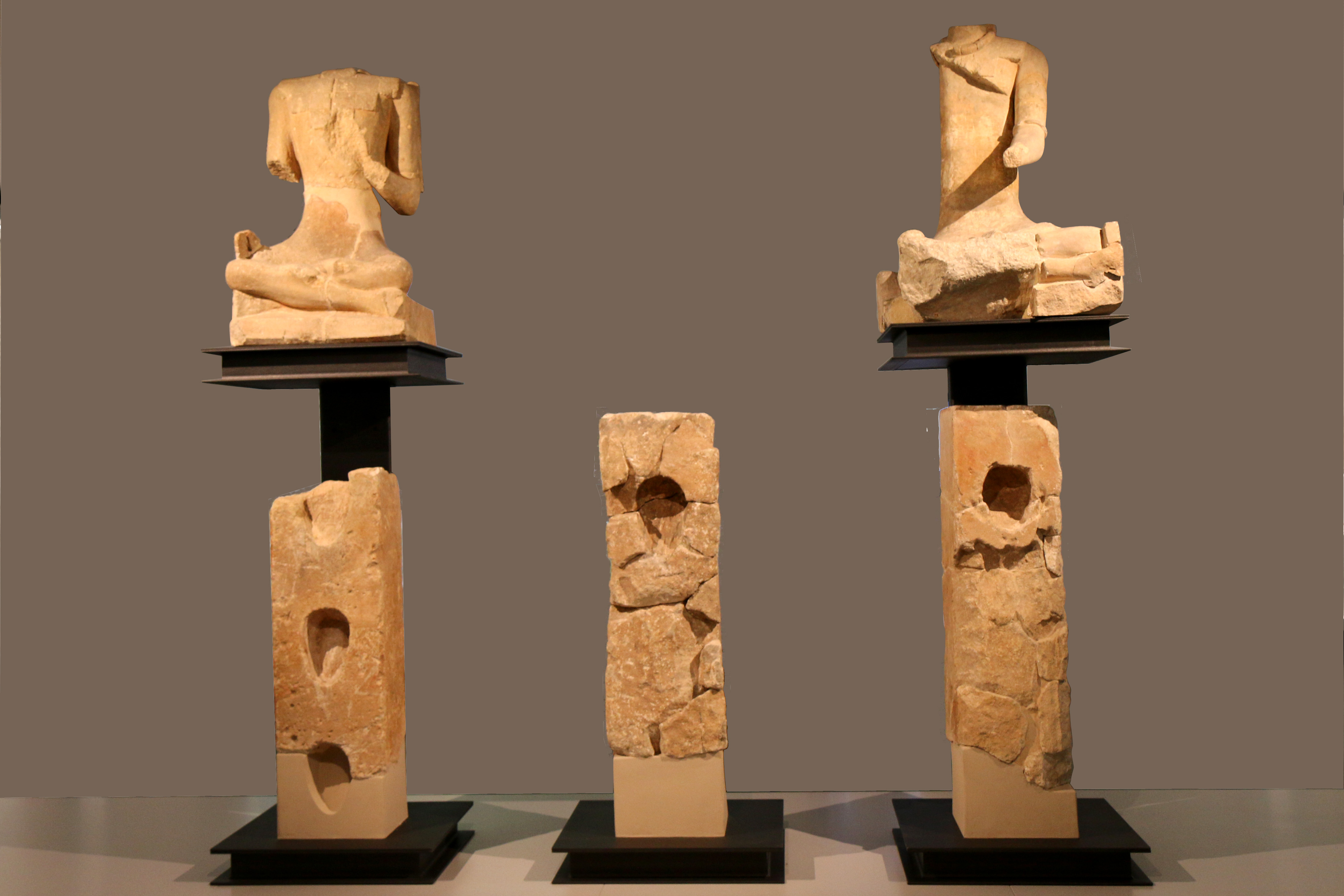
I pilastri del portico del complesso templare di Roquepertuse, con cavità per ospitare teste/teschi - III-II secolo a.C. - Musée d'archéologie méditerranéenne di Marsiglia.

La statuaria celtica è considerata "eccezionale" nel contesto della variegata arte celtica, da sempre qualificata come non figurativa. Sulla scorta di quest'ultima considerazione, di conseguenza, la scultura era ritenuta dagli esperti una forma d'arte poco praticata dalle popolazioni celtiche, le cui poche testimonianze sarebbero state il frutto d'influenze da parte di civiltà mediterranee come i Greci ed i Romani, ciò fino alla proliferazione di scoperte di manufatti che, inoltre, porta anche a nuovi studi sui ritrovati già noti. Senza che sia ancora possibile determinare un'evoluzione complessiva, nel tempo e nello spazio, diventa possibile però definire alcune serie.

## Rappresentazioni umane

### Stele funerarie, stele antropomorfe e statua-stele

#### Statue Hallstattiane della Germania
Statue antropomorfe realizzate al tempo della proto-celtica Cultura di Hallstatt sono state rinvenute in Renania e nella Germania meridionale, principalmente presso siti funerari. I due pezzi più significativi di questo corpus sono il c.d. "Guerriero di Hirschlanden" e il "Principe di Glauberg" (de. "Keltenfürst"), entrambi realizzati in arenaria e rinvenuti presso il tumulo di un capo/eroe che quasi sicuramente raffiguravano:
Il "Guerriero di Hirschlanden" è stato scoperto nel 1963 durante gli scavi di un basso tumulo databile tra il 600 ed il 450 a.C. ad Hirschlanden, nel Baden-Württemberg. La statua fu rinvenuta a nord del tumulo ma in origine doveva trovarsi alla sua sommità. Raffigura un guerriero itifallico con un copricapo appuntito (forse uguale al cono in corteccia di betulla della Tomba di Hochdorf), un torque al collo ed una cintura con una spada hallstattiana.
Il "Principe di Glauberg" (anche noto come "Statua 1") è stato scoperto nel 1996 presso Glauberg, un oppidum celtico dell'Assia. Raffigura un guerriero armato di sesso maschile con molti particolari visibili: pantaloni, corazza composita, scudo di legno, spada lateniana, gioielli. Se ne distingue il volto baffuto ed è ben evidente il suo strano copricapo (un casco con due protrusioni che nell'insieme ricorda la foglia del vischio). Tutti elementi rinvenuti nel corredo del sepolcro.
La datazione delle statue ritrovate le colloca nella prima età del ferro (VII-V secolo a.C.), cioè a cavallo tra la proto-celtica Cultura di Hallstatt e la Cultura di La Tène pienamente celtica. Le più antiche sculture hallstattiane, trovate soprattutto nella Germania meridionale, raffigurano il corpo umano in maniera piuttosto rozza, tramite incisione: v.si le stele di Rottenburg-am-Neckar, Lubrein o Stammheim. Nel tardo periodo hallstattiano/primo periodo lateniano, la scultura si affinò producendo pezzi più elaborati e variegati, quali appunto le figure guerriere di Hirschlanden e Glauberg ma anche il pilastro di Pfalzfeld o la stele di Holzgerlingen.
Alcune di queste opere riflettono influenze mediterranee (spec. adriatiche), come l'itifallismo del Guerriero di Hirschlanden, ma hanno molti elementi tipicamente celtici come i copricapi, le spade, le torque, ecc.

#### Stele antropomorfe della Narbonense
Nella regione storica della Gallia Narbonense (più o meno sovrapponibile all'attuale regione francese dell'Occitania) sviluppò un corpus di stele antropomorfe in un periodo più o meno sovrapponibile a quello delle statue tardo-hallstattiane rinvenute in Germania (v.si sopra). Si tratta di blocchi di sezione rettangolare o quadrata, anepigrafi, generalmente senza figurazione di arti o teste, anche se alcune stele hanno palesemente subito una decapitazione volontaria (come nel sito di Touriès) ma con corazze stilizzate (ne sono addirittura riconoscibili le spalline) del tipo Kardiophylax, a volte assimilate a uno scudo, e la cintura. Anche queste stele, come in altre culture antiche, potrebbero essere state dipinte. Erano stele nate come funerarie e poi esibite all'interno di portici o santuari d'eroi, riflettendo così l'emergere e l'affermazione di lignaggi o gruppi di élite politiche di guerrieri e commercianti. Sono spesso successivamente riutilizzati all'interno dei bastioni degli insediamenti, come nel oppidum di La Ramasse a Clermont-l'Hérault o quello di Sextantio a Castelnau-le-Lez. Possono essere paragonate ad altre stele funerarie della Gallia meridionale che rappresentano la panoplia dei guerrieri: es. la stele scoperta nel 1916 a Sextantio.
Le stele scoperte del Aveyron, più a nord, si distinguono per alcuni dettagli stilistici e potrebbero formare un gruppo separato all'interno di questo corpus.

#### Statue-stele e Stele antropomorfe celtibere

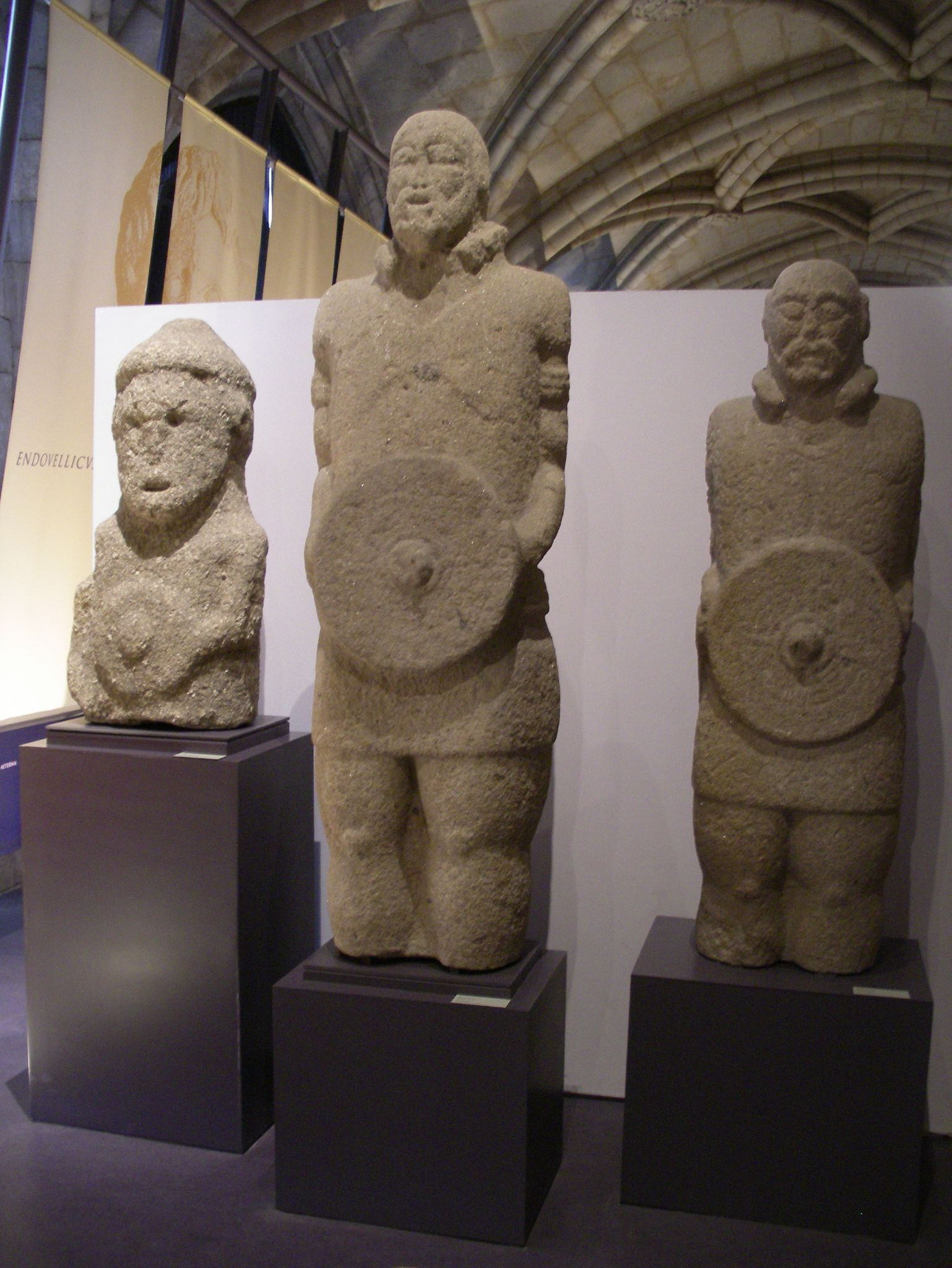
I "Guerreros galaicos" nel Museo Nazionale d'Archeologia del Portogallo (Lisbona).

La Penisola iberica ha una lunga tradizione di stele antropomorfe risalente almeno alla tarda età del bronzo. Sebbene la maggior parte delle stele siano state erette da popolazioni pre-celtiche o comunque non celtiche (i Tartessiani e gli Iberi), un certo numero d'opere sono state attribuite ai successori Celtiberi: es. il gruppo di stele antropomorfe della parte più settentrionale della Meseta (l'altopiano centrale spagnolo) e datato all'inizio della Seconda Età del Ferro (circa 500 a.C.), tra cui la "Stele di Segura de Toro".
Esiste poi un corpus di stele antropomorfe denominate dallo studioso Emil Hübner i "Guerreros galaicos" (trad. dallo spagnolo in "Guerrieri galleci") molto simili al "Principe di Glauberg" ed al "Guerriero di Hirschlanden". Tale similitudine si manifesta sia a livello evolutivo (si tratta anche in questo caso di stele antropomorfe sviluppate a partire da statue-stele precursori quali la "Stele di São João di Vedere"), sia stilistico (è anche in questo caso la raffigurazione delle torque e delle spade celtiche a confermare la contiguità spazio-temporale con le culture del ferro della Spagna preromana), sia nella ripresa della "grandezza naturale" e da ultimo nell'utilizzo, essendo anche i Guerreros utilizzati a scopo sia celebrativo d'un eroe estinto sia a scopo tutelare come divinità guerriera posta in prossimità della cinta muraria dell'insediamento.
Le statue furono trovate principalmente in Galizia (Spagna) e nel nord di Portogallo, presso le fortezze collinari (es. castros) della c.d. "Castrocultura" (es. Cultura castreña). La presenza sulle stesse d'iscrizioni in lingua latina ne complica la datazione ma molto probabilmente sta ad indicare che i manufatti erano in uso ancora al tempo della Spagna romana.
Le stele iberiche e liguri, le statue-stele celtibere, narbonensi e tardo-hallstattiane della Germania manifestano dunque una serie di legami stilistici che ci permettono di supporre scambi culturali tra questi bacini di produzione d'opere d'arte sia durante l'arcaica sia durante la piena età celtica.

#### Statue gallo-romane della Narbonense
Questo gruppo è essenzialmente costituito dalla coppia di statue esposta al Musée lapidaire d'Avignone, entrambe datate al I secolo a.C. (spec. al Periodo Augusteo), note come il "Guerriero di Vachères" e il "Guerriero di Mondragon". Si tratta delle opere di più evidente matrice gallo-romana, per lungo tempo ritenute erroneamente l'unica tipologia di produzione statuaria celtica (da considerarsi dunque come semplice "arte provinciale romana") ma che alla luce delle recenti, sfidanti scoperte sono piuttosto da considerarsi come frutto di un "paritario" sincretismo tra preesistenti modelli celtici e nuove forme plastiche portate dai conquistatori romani. Ciò premesso, è però fondamentale ricordare che la presenza greca, ancor prima che romana, sulle coste della Narbonense aveva sicuramente facilitato il diffondersi in loco di un gusto (oltre che di "pezzi") prettamente ellenistico che portò, proprio in epoca augustea, la produzione artistica narbonense a livelli addirittura superiori a quelli dell'Urbe.
Il "Guerriero di Vachères" fu scoperto intorno al 1870 nel territorio del comune di Vachères, vicino all'antico confine tra il territorio del popolo degli Albici e quello dei Voconzi. Leggermente più grande del vero, con tracce di policromia, proviene probabilmente da un contesto funerario. Rappresenta un membro della élite locale, in piedi in posa militare armato di spada e scudo e vestito d'una lorica hamata (i.e. cotta di maglia romana). La sua panoplia riflette l'appartenenza alle truppe ausiliarie dell'esercito romano. Sebbene il soggetto sia inconfondibilmente gallico (porta un torque attorno al collo), l'intero insieme dell'opera (posa, assetto, ecc.) si rifà chiaramente alla ritrattistica statuaria ufficiale italo-romana.
Il "Guerriero di Mondragon" ha caratteristiche molto simili alla statua di Vachères. Rinvenuta oltre trent'anni prima (1834) a Mondragon, la statua ha la testa e parte delle mani mutilate. Successivi scavi effettuati nel luogo del ritrovamento hanno portato alla luce ossa umane, accompagnate da ceramiche e armi in ferro, lance e coltelli confermando anche per quest'opera l'uso funerario. La figura maschile è ritratta in piedi, dietro un grande scutum, coperta da un mantello tp. sagum portato sul corpo nudo.

### Busti ed Ex-voto

#### Busti della Narbonense
La Narbonense è una delle regioni del mondo celtico dove la tradizione lapidaria è più presente. Vi scopriamo in particolare, nella regione di Nîmes, tutta una serie di piccoli busti di fattura abbastanza simile. Possiamo citare tra loro i c.d. "Busti di Sainte-Anastasie", scoperti in un campo a una dozzina di chilometri da Nîmes, o il "Busto di Corconne". Sono datati al VI-V secolo a.C. e mostrano tracce di policromia. La maggior parte dei reperti mostra una sorta di elmo o cappuccio ornato che si presume fosse fatto di pelle.

#### Busti su zoccolo

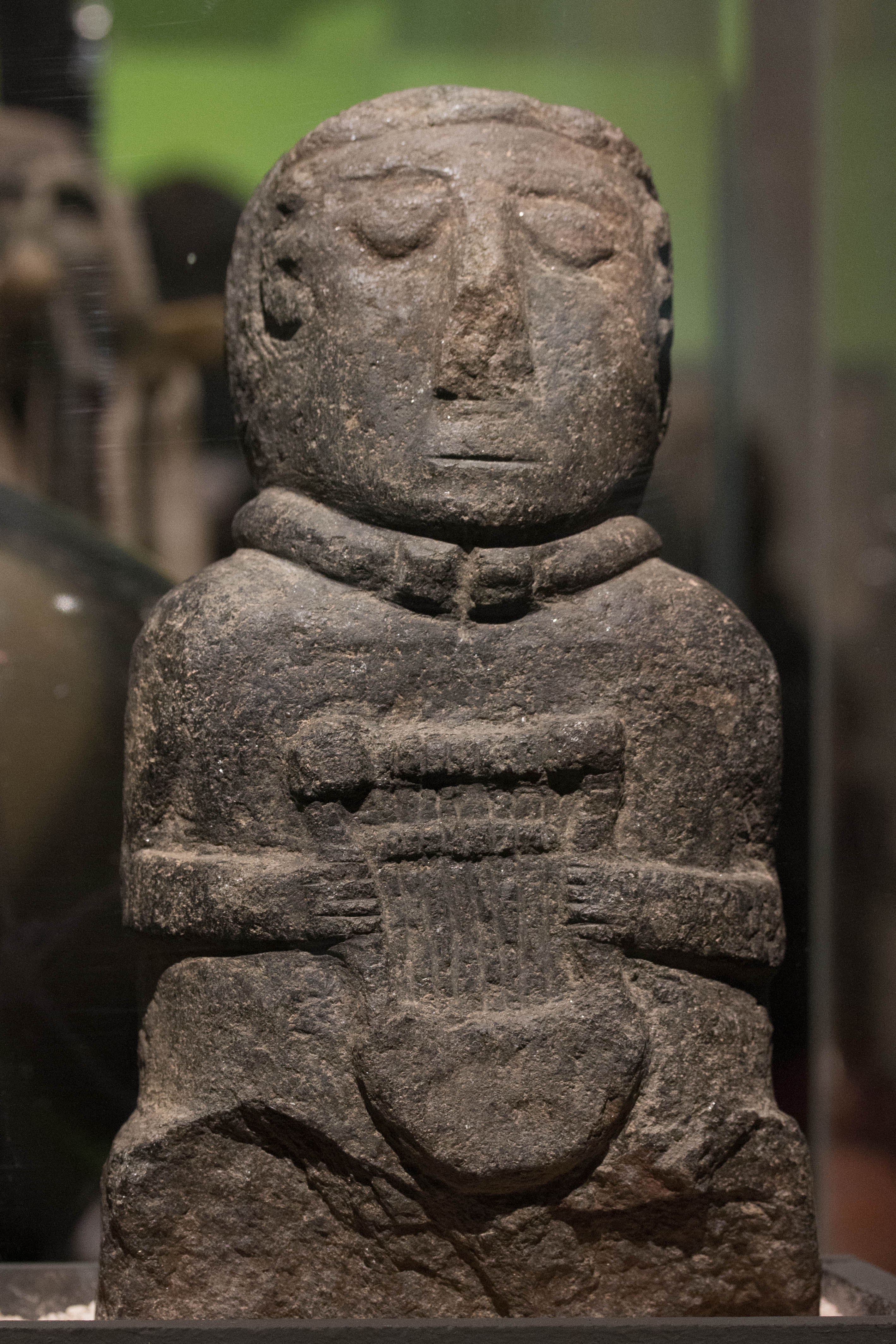
Il c.d. "Bardo di Paule".

Evidenziata dal ritrovamento delle quattro statue della c.d. "Fortezza di Paule", la serie di busti su piedistallo è ancora oggetto di speculazioni sulla sua influenza cronologica. Un'altra delle sue peculiarità è la sua distribuzione spaziale molto più ampia rispetto alle altre serie di statue. Questa distribuzione spaziale copre infatti almeno l'Armorica e la Gallia Centrale, con una relativa concentrazione di opere nel territorio dei Biturigi (tribù gallica che secondo Tito Livio, Ab Urbe condita, V, avrebbe dominato sulle altre nel corso del VI secolo a.C.), ma è probabile che superi i confini della Gallia stessa.
Si tratta di piccole statue: 23-43 cm per le statue di Paule (tra cui il famoso "bardo di Paule", una statuetta raffigurante un uomo ornato di torque co una lira tra le mani); 48 cm per il "Busto di Védignat" oggi al Museo Guéret di Ars (Creuse); 25 cm per la statua nel giardino Kasmarek a Châteaumeillant. Per quanto riguarda i busti, le gambe non sono mostrate e vengono sostituite da una base/zoccolo lasciata grezza e che consente di appoggiare la statua su un supporto di legno o terracotta. Le mani sono spesso rappresentate ripiegate sul busto, incise con cura, e spesso reggono oggetti simbolici, torque, armi, la lira del famoso bardo, ecc. La testa è scolpita a tutto tondo.
Le interpretazioni date a queste opere rimangono variabili. I busti di Paule sono interpretati come rappresentazioni di antenati e quindi strumenti di culto privato agli stessi. Altre statue, ad esempio il "Busto di Levroux", sono invece interpretate come raffigurazioni di divinità e sarebbero le prime raffigurazioni di divinità galliche in nostro possesso precedenti il periodo dell'occupazione romana.
Tra le statue che potrebbero essere integrate all'interno di questo corpus è possibile citare il personaggio raffigurato sul torque di Paulmy, quello di Pérassay, quello di Orsennes, di Plounévez-Lochrist, di Bas-Lannoué a Yvignac-la-Tour. Possiamo anche considerare la c.d. "Signora di Beaupréau", scoperta nel 1998 e acquisita dal Museo Archeologico Nazionale Francese (c.d. "MAN") nel 2003, il c.d. "Dio di Euffigneix", anch'esso custodita al MAN, così come il "Busto de la Devèze d'Ayrebesque", trovato a Bozouls, e il "Busto di Rodez" entrambi al Museo Fenaille di Rodez.

#### Ex-voto e sculture in legno

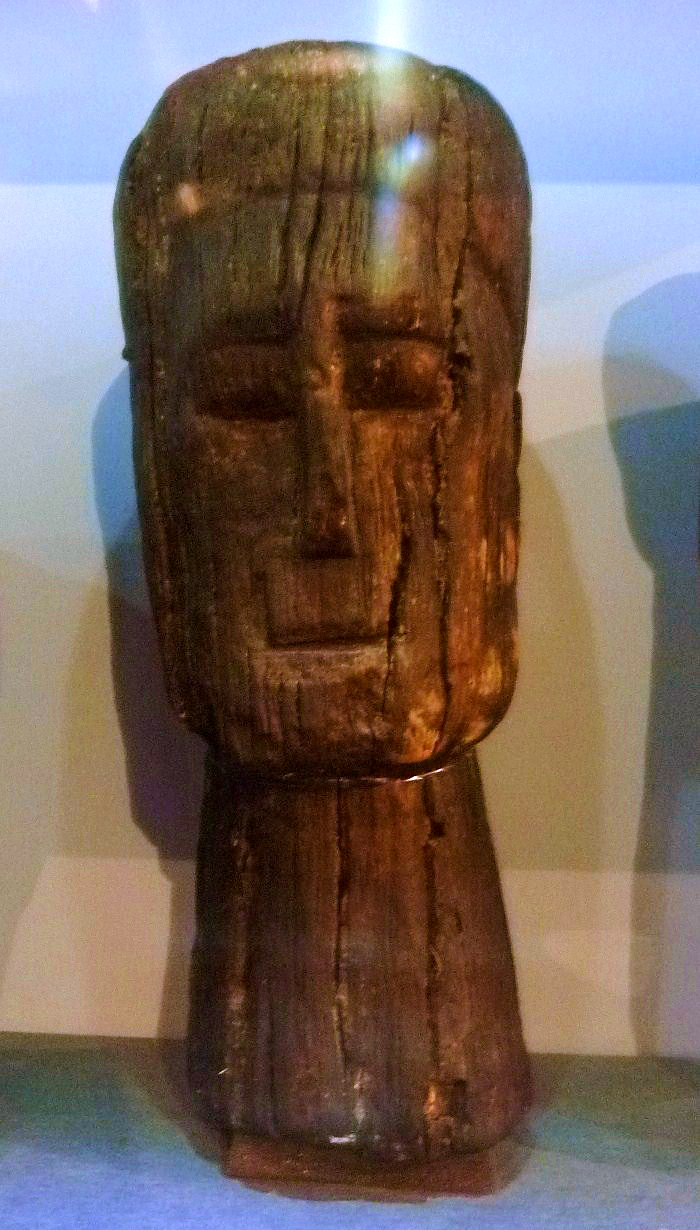
Ex-voto rinvenuto presso le sorgenti della Senna.

Il rinvenimento di ex-voto in legno intagliato, nel 1963 presso le sorgenti della Senna e nel 1968 dal santuario della sorgente del Roches (vicino a Clermont-Ferrand, nel Puy-de-Dôme) hanno permesso agli studiosi di approfondire la statuaria lignea originale Gallo-Romana. Questi due siti hanno infatti consegnato un numero molto elevato di statuette, principalmente di quercia e faggio, ivi depositate come ex voto. I terreni impregnati d'acqua hanno favorito l'ottima conservazione di queste testimonianze di pietà. Tra i reperti rinvenuti figurano anche alcune opere in pietra o bronzo, in particolare dal sito presso le sorgenti della Senna.
Sui due siti, gli ex-voto possono essere raggruppati principalmente in tre categorie principali:
1. carte anatomiche e rappresentazioni di arti o organi;
2. teste;
3. corpi completi.

Le due serie risalgono al periodo gallo-romano e sono quasi contemporanee.
Per molti versi, sia nel materiale sia nel trattamento, il posto funerario scoperto sulla spiaggia di Soulac-sur-Mer ha alcune affinità con gli ex-voto delle fonti. Si tratta, tuttavia, di un'opera di natura diversa. Alto 86 cm, attraversato da una mortasa, sono i resti di un palo decorato appartenente ad un recinto probabilmente funerario ed ora sommerso, che consentiva la conservazione del legno.

### Le statue accovacciate

#### Le statue accovacciate della Narbonense

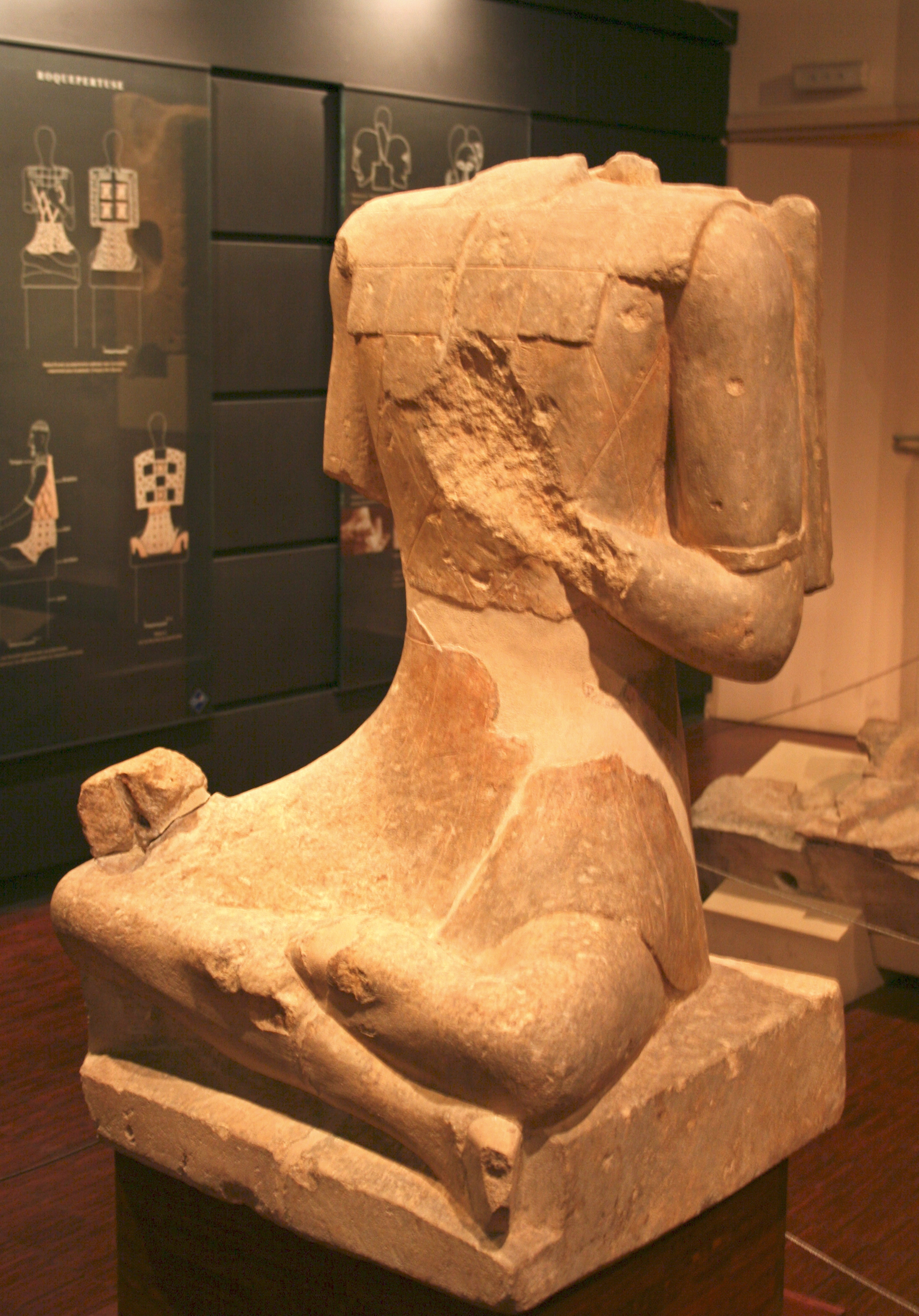
Una delle "Statue accovacciate" di Roquepertuse.

Statue di guerrieri e altri membri della élite scolpite a tutto tondo, più o meno a grandezza naturale, rappresentati seduti a gambe incrociate, con oggetti simbolici tra le mani. Le statue sono dipinte e policrome e generalmente collocate all'interno di strutture decorate, portici o sale ipostile. Le statue più note sono quelle scoperte presso l'Acropoli Preistorica di Roquepertuse e a Glanum, unitamente ai frammenti di statue provenienti dal Oppidum di Entremont. Datate tra II e I secolo a.C. causa il loro riutilizzo in contesti archeologici successivi, alcune di queste statue sono state oggetto di un riesame al termine del quale è stata proposta una nuova datazione al IV secolo a.C.
La statua conosciuta come il Guerriero di Lattes così come quella di Grézan può eventualmente essere integrata in questo corpus, sebbene la postura della figura di Grézan sia incomprensibile a causa delle pesanti mutilazioni dell'opera, mentre la figura di Lattes è rappresentata in un atteggiamento diverso dalla tradizionale postura accovacciata. Ci sono anche rappresentazioni di membri femminili dell'aristocrazia d'Entremont.

#### Le statue accovacciate della Gallia Centrale
Un altro gruppo di statue accovacciate è composto da: le sette statue scoperte ad Argenton-sur-Creuse, una statua trovata a Châteaumeillant, un'altra proveniente da Néris-les-Bains, una da Saint-Paul (Alta Vienne), una da Châtelliers (Amboise) e una da Saint-Ambroix (Cher). Anche presso il comune di Châteaumeillant sono stati rinvenuti alcuni frammenti di un'altra statua simile.
A differenza delle statue accovacciate meridionali, non sono a grandezza naturale bensì generalmente piccole. La statua di Néris-les-Bains misura 88 cm d'altezza (base esclusa) e quella d'Amboise solo 38 cm. Tra le statue trovate ad Argenton-sur-Creuse, due misurano da 40-50 cm, una terza solo 17 cm. Queste opere sono anche più recenti delle loro controparti meridionali essendo state, per buona parte, trovate in siti religiosi gallo-romani.
Questo gruppo è cresciuto nel 2015 in seguito alla scoperta nel oppidum des Châtelliers d'Amboise d'una seconda statua accovacciata rinvenuta nel fondo d'un pozzo votivo. Alta circa 40 cm, scolpita in una pietra locale, quest'esemplare risale al periodo gallico. Lo stesso scavo portò alla luce una sepoltura interna all'oppidum.

### Opere notevoli

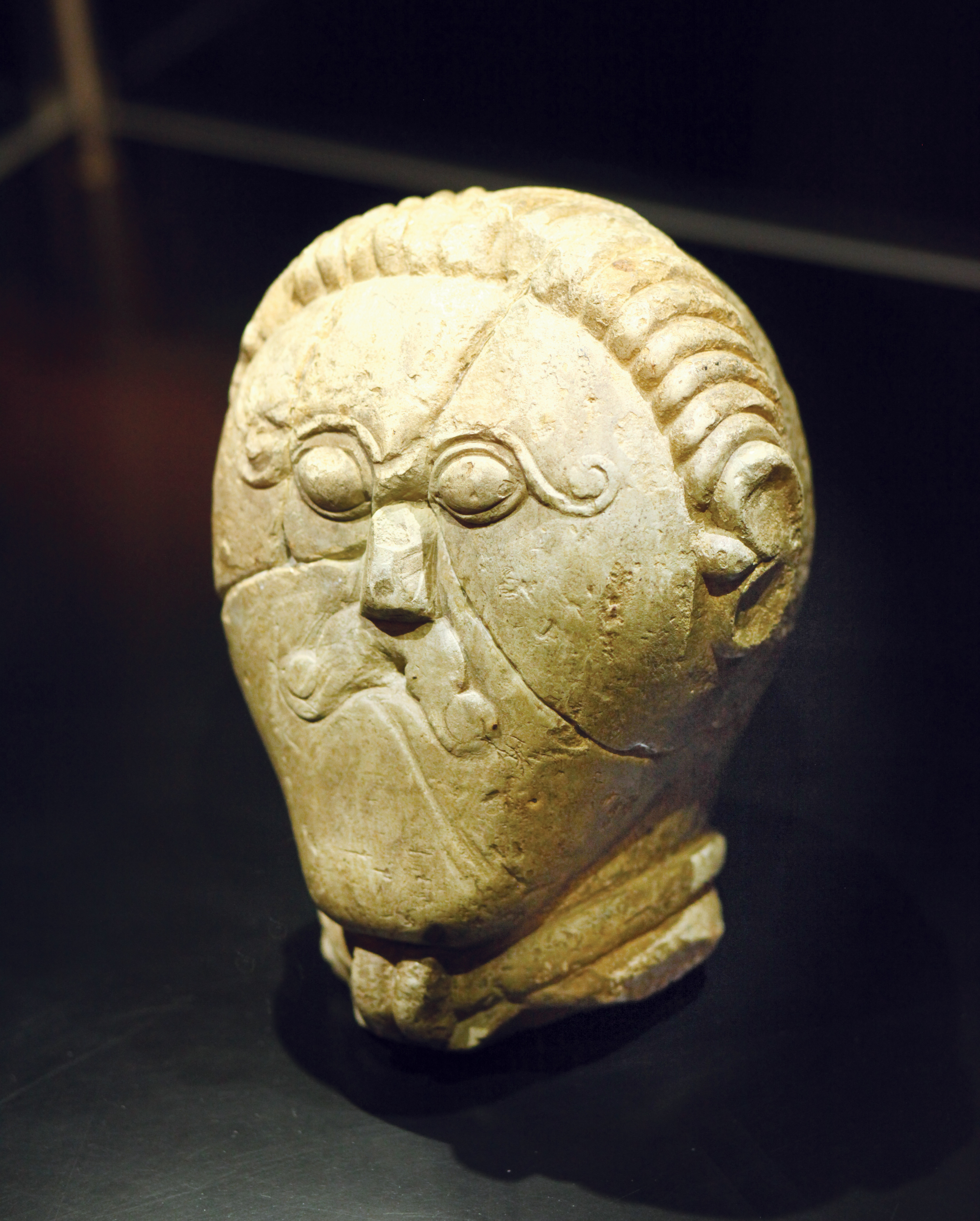
"Testa di Mšecké Žehrovice".

Statue di Vix: scoperte nel fosso del santuario hallstattiano di Herbues a Vix, queste due statue, identiche nello stile, erano probabilmente collocate ai lati dell'ingresso del luogo sacro. Intagliate a grandezza naturale, probabilmente esposte su pilastri, le statue rappresentano rispettivamente una donna nobile e un guerriero in braccio, entrambi seduti. Le statue, quando furono deposte all'interno del fosso, furono decapitati probabilmente a scopo rituale. Tuttavia, il momento torcente della statua femminile presenta analogie inquietanti con quello della vicina tomba di Vix, e rende possibile, come nel caso delle statue Glauberg, stabilire un legame tra la statua e un membro dell'élite dominante.
Testa di Mšecké Žehrovice: Testa di una statua scoperta nel 1943 al di fuori del complesso dell'età del ferro di Mšecké Žehrovice, Cecoslovacchia. È più o meno annessa a un contesto archeologico santuario della II secolo. Questo pezzo, scoperto frammentato in cinque pezzi, rappresenta una testa umana ornata da una coppia con tamponi e baffi. La rappresentazione è molto dettagliata anche se abbastanza stilizzata, così ad esempio le orecchie del personaggio sono formate da una palmetta ei suoi baffi e le sopracciglia terminano in volute a forma di guance. La testa è alta 25 cm, il che suggerisce che l'opera originale fosse rappresentata a grandezza naturale.
Dio di Geneva: scoperta nel 1898 vicino all'antico porto di Ginevra, questa grande statua lignea alta quasi tre metri rappresenta un guerriero armato, interpretata per la prima volta come una statua medievale, analisi dendrocronologiche confermano la sua realizzazione durante gli anni '80 del I secolo a.C. Oggi è considerato come la rappresentazione di un nobile degli Allobrogi o di una divinità tutelare che veglia sul porto.
Statua di Seurre: statua in legno d'albero da frutto trovata nel letto della Saona a Seurre. Il suo materiale deperibile non ha permesso la conservazione dell'intera opera, rimangono solo le gambe e il bacino. Si tratta quindi di una statua a figura intera, rappresentata a un terzo delle dimensioni reali, di un uomo in piedi e itifallico. Quest'ultimo punto potrebbe avvicinarla al guerriero di Hirshlanden. La moneta è datata intorno al 500 av. J.-C.
Dio di Bouray: statua in lamiera di bronzo scoperta nel 1845 a Bouray-sur-Juine che rappresenta un'entità divina accovacciata in modo celtico e dotata di piedi a forma di zampe di cervo.
Stele di Penfoul: scoperta a Landeleau nel Finistère, è la scultura più antica della Gallia occidentale. È un blocco di quarzo di 1,80 m dalla forma molto sommaria per evocare una figura umana. È stato trovato in un contesto funerario.
Statua di Ballachulish: statua in legno di ontano raffigurante una figura femminile, con occhi in quarzite alti 1,39 m. Quest'opera fu scoperta nel 1880 sulle rive del Loch Leven a Ballaculish nella contea di Inverness in Scozia. La statua è stata datata al radiocarbonio intorno al 600 a.C. o all'inizio dell'età del ferro in Scozia. La statua è ora molto degradata. Nel 1880, infatti, le conoscenze tecnico-scientifiche che permettevano di preservare gli antichi boschi bagnati dall'acqua erano pressoché inesistenti. La statua, asciugandosi, viene quindi deformata e rotta. Le gambe si sono rotte anche durante il trasporto a Edimburgo.

## Rappresentazioni animali e mostruose
I ritrovamenti archeologici celtici hanno tramandato un buon numero di raffigurazioni animali abbastanza eterogenee per soggetto, dimensione e funzione. La tipologia di animali più frequentemente raffigurati comprende cavalli, cinghiali, cani e tori. I simulacri rinvenuti spaziano, per dimensioni, da opere monumentali come i verraco ispanici (24 t di peso per il verraco toriforme di Villanueva del Campillo) alle insegne militari cinghialiforme galliche lunghe pochi centimetri. Il significato attribuito dai Celti ai vari animali è stato ormai abbastanza ben ricostruito ed in taluni cani presenta interessanti differenze rispetto all'iconografia greco-romana: il cane era legato alla casta dei guerrieri, privo di significati negativi e non legato agli Inferi; il cinghiale rivestiva un ruolo religioso-culturale centrale; ecc.
Nell'iconografia celtica, i "mostri" sono generalmente animali ibridi (tori con tre corna o serpenti con testa d'ariete), animali antropomorfi o uomini zoomorfi.

### IVerracodella Penisola iberica
Il Verraco (lemma di lingua spagnola che indica il cinghiale) è una scultura zoomorfa, a volte piuttosto stilizzata, tipica dell'altopiano della Meseta e principalmente attribuita, per la datazione, al popolo dei Vettoni. Le opere assumono generalmente la forma di maiali o tori, più raramente orsi o equini, rappresentati in piedi. Le interpretazioni differiscono per quanto riguarda la loro funzione: potrebbero essere segni del confine o proprietà di pascoli, idoli protettivi per il bestiame o monumenti funerari. Il ritrovamento più grande fino ad oggi è in mostra nella piazza principale di Villanueva del Campillo, il ritrovamento più a nord è quello in mostra al Museo Basco di Bilbao soprannominato "Idolo Mikeldi", scoperto a Iurreta in Biscaglia. Tra i più noti possiamo citare i "Tori di Guisando" a El Tiemblo in Avila, o il toro presente sul ponte romano di Salamanca.

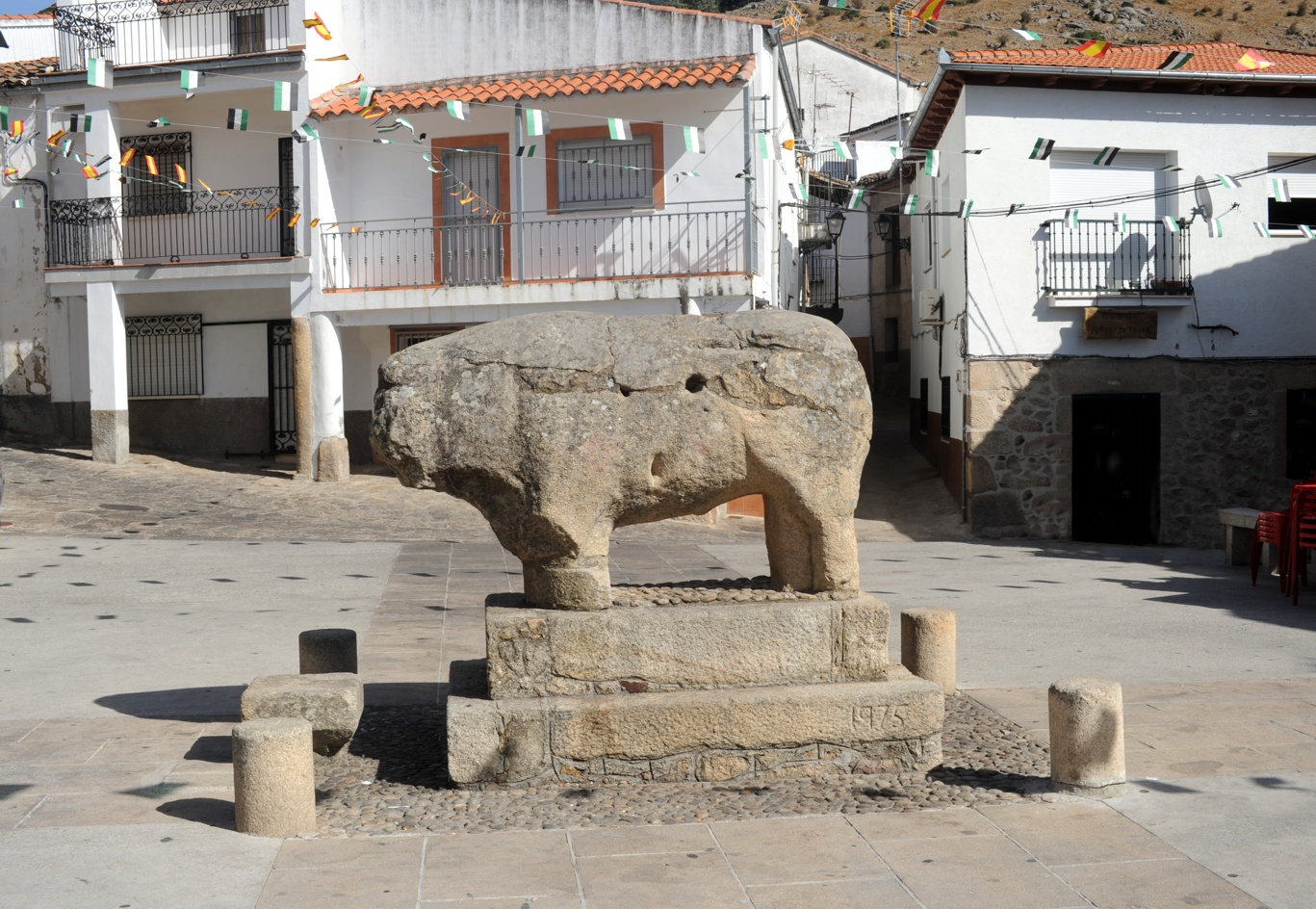
Verraco in foggia di toro - Segura de Toro.
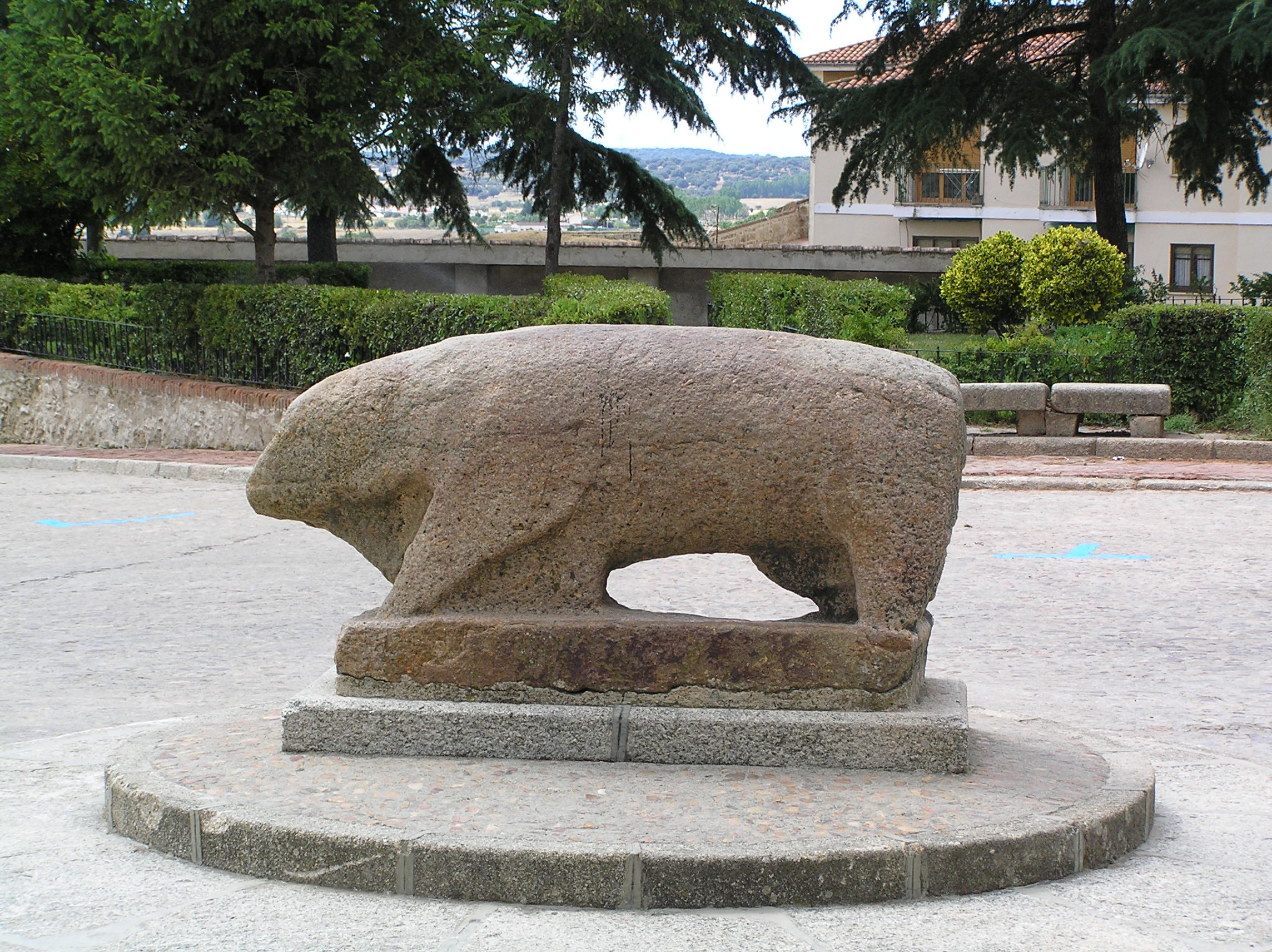
Verracoin foggia di cinghiale - Ciudad Rodrigo.
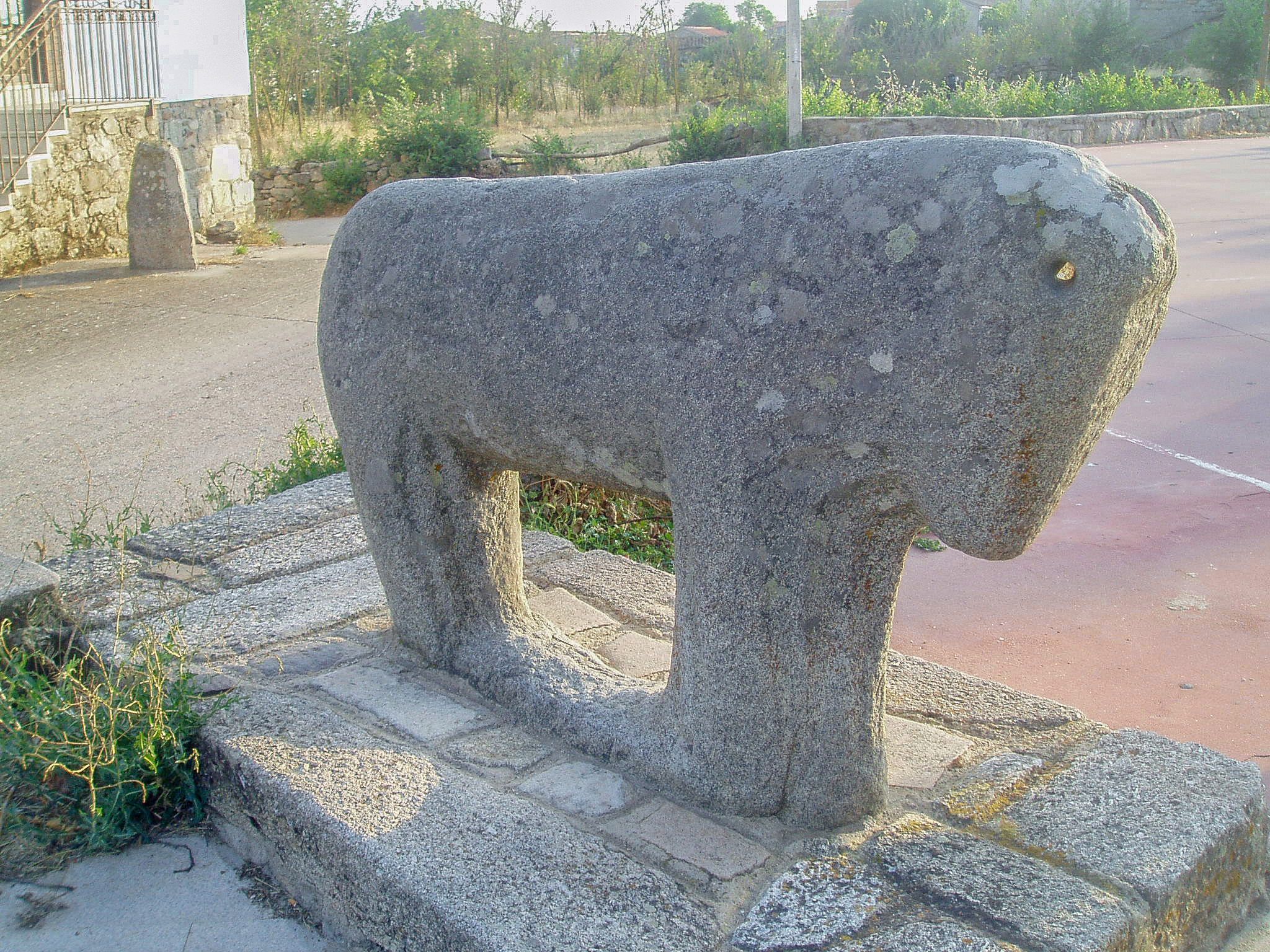
Verraco in foggia di mulo - Villardiegua.
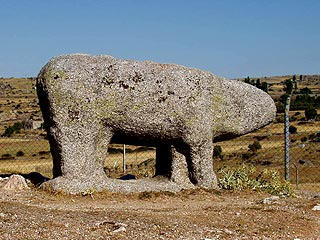
Verraco in foggia di maiale - Mingorria.

### Insegne cinghialiformi

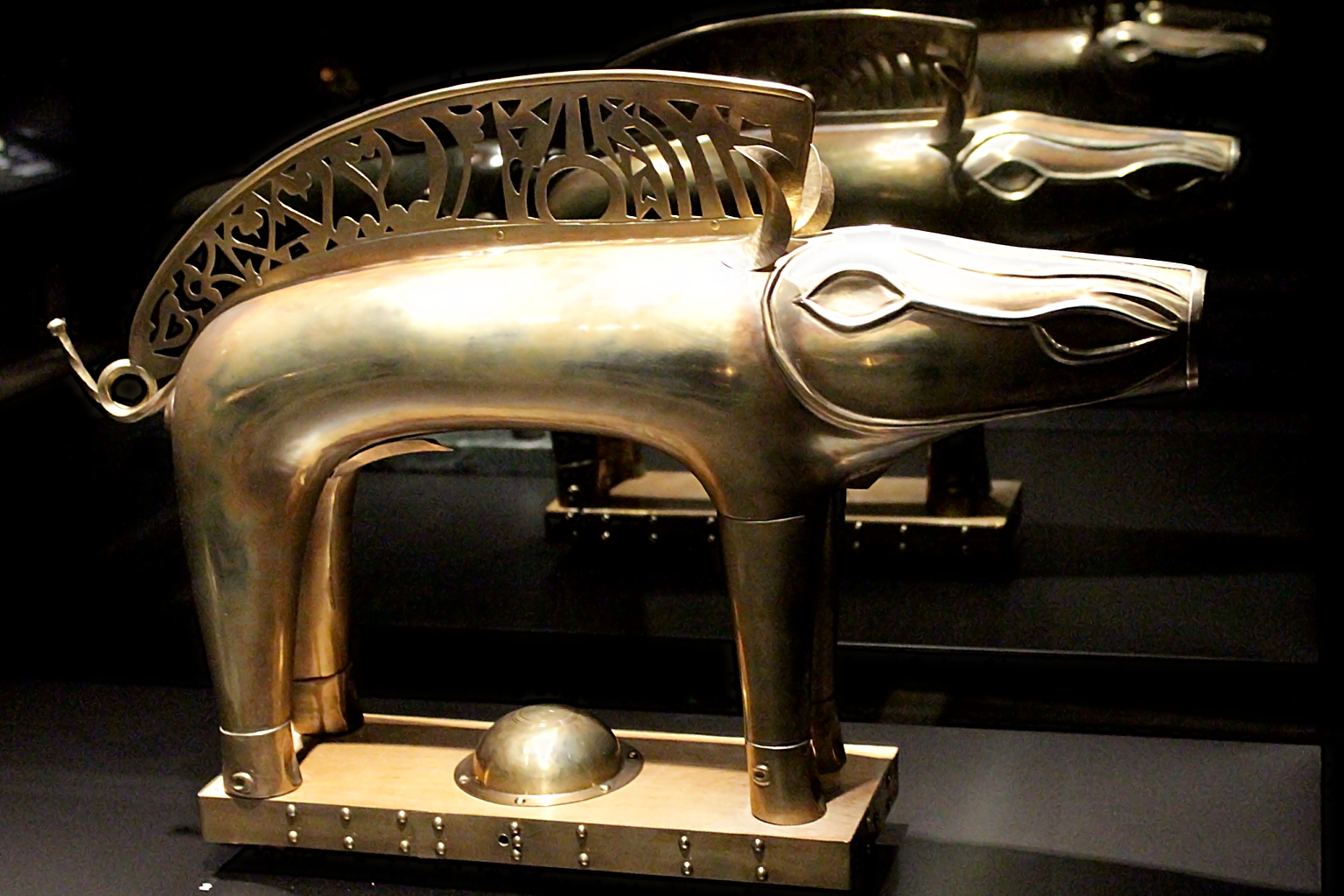
Il "Cinghiale di Soulac-sur-Mer" (replica).

Tra i Celti, il cinghiale rivestiva poi un ruolo culturale centrale quale simbolo dei Druidi, la classe dirigente sacerdotale cui competevano l'adempimento di riti di culto (anche il sacrificio umano), l'interpretazione degli auspici, la conservazione e la trasmissione del sapere tradizionale, la presidenza delle assemblee religiose, l'arbitrato nelle controversie tra tribù e l'amministrazione della giustizia civile e criminale (in particolare nei casi di assassinio).
Come i Romani, anche i Celti ricorrevano a delle insegne militari raffiguranti degli animali. Il cinghiale è appunto l'animale più frequentemente rappresentato sulle insegne militari celtiche (galliche in particolare). Altri animali potevano essere il toro (attestato anche per i germani), o il cavallo.
Gli esemplari noti d'insegne militari galliche raffiguranti cinghiali sono in bronzo battuto a freddo su cassaforma in legno, con inserti, zampe anteriori, orecchie, su un corpo costituito da due lamine di lamiera annidate. La loro forma, il loro assemblaggio, la loro decorazione rispecchiano un lavoro particolarmente attento da parte degli artigiani. La dimensione varia: 55 cm per il "Cinghiale di Soulac-sur-Mer"; 45 e 53 cm per le insegne-cinghiale di Neuvy-en-Sullias. Un'altra statuetta ritrovata a Neuvy-en-Sullias, raffigurante un bovidae, misura 47 cm di lunghezza ma senza testa. La lunghezza della cresta di bronzo trovata presso il santuario del oppidum di Corent fa stimare che la statua cui apparteneva avesse la stessa taglia. L'iconografia mostra che le insegne cinghialiformi erano inastate su dei pali (come i signa dei Romani), motivo per cui i manufatti dovevano essere relativamente leggeri e sottili nella sagomatura.

### Opere notevoli

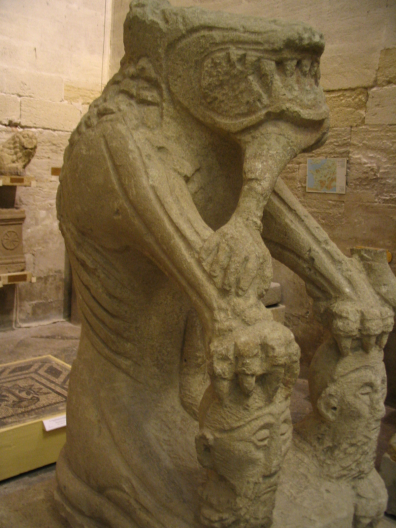
"Tarasca di Noves" - III-I secolo a.C. - Musée lapidaire d'Avignone.

- Tarasca di Noves - Questa statua fu scoperta casualmente nel 1849 nei pressi dell'attuale cimitero di Noves ed è oggi conservata presso il Musée lapidaire d'Avignone. È stato realizzato in un guscio di morbido calcare burdigaliano e risale probabilmente alla seconda metà del I secolo a.C. Raffigura un fantastico animale itifallico: una sorta di ibrido/chimera tra un lupo ed un leone con il dorso flangiato ed un'enorme testa zannuta. Il predatore è raffigurato seduto, proteso, con gli artigli in fuori poggiati su due teste maschili barbute con gli occhi chiusi che ricordano delle maschere. Il mostro divora un corpo umano (prob. un bambino)[55] di cui rimangono solo il braccio destro e il piede sinistro.[56] L'interpretazione del pezzo, unico nel suo genere, è complessa, richiamante diverse credenze celtiche: simboleggia la morte attraverso l'inghiottimento della vittima mentre le maschere, legate al culto degli antenati, evocano la continuità delle generazioni. L'archeologo francese Isidore Gilles postulò trattarsi d'una bestia deificata cui i Celti offrivano sacrifici umani e che sarebbe alla basa del mito francese della Tarasca e di altre creature simili.[55][57] La tesi venne avvalorata anche dal poeta occitano Frédéric Mistral (1830-1914)[58] e dagli studiosi Dumont[59] e Walter[60].

## Le decorazioni

### Decori non figurativi
In Armorica, una tradizione di stele incise può essere trovata molto presto.

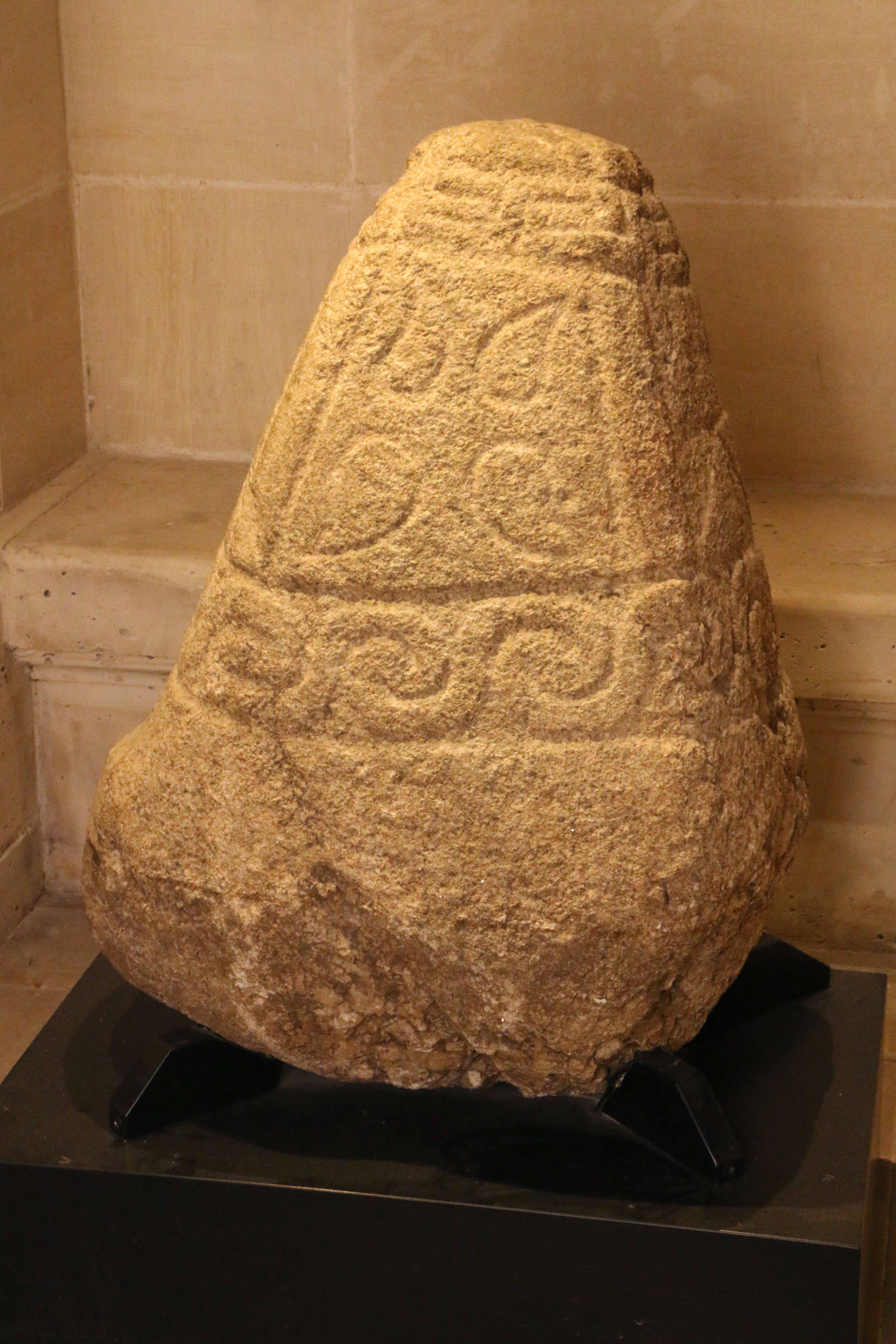
Stele di Kermaria scoperta a Pont-Labbé.